# John Filippi
 (avril 2022).
Si vous disposez d'ouvrages ou d'articles de référence ou si vous connaissez des sites web de qualité traitant du thème abordé ici, merci de compléter l'article en donnant les références utiles à sa vérifiabilité et en les liant à la section « Notes et références ».
 (avril 2022).
John Filippi, né le 27 février 1995 à Bastia (Haute-Corse), est un pilote automobile professionnel français. Il devient en 2020 vice-champion d'Europe du championnat TCR Europe. 
En 2021, il pilote pour Hyundai Motorsport et le Sébastien Loeb Racing dans le championnat au volant d'une Hyundai Veloster N ETCR.

## Carrière

### Karting et monoplace
John Filippi fait ses débuts en karting en 2007. Il fait sa première apparition internationale en 2009. Il dispute lors de cette même année le Championnat d'Europe KF3 dans lequel il finit 40e sur son kart Vortex motorisé par Tony Kart.
Il participe au Championnat VdeV en 2012 pour le compte de l'Équipe Palmyr au volant d'une Tatuus FR2000 et finit douzième de sa première course. Pour sa première saison, il participe à six courses et se classe vingt-cinquième du championnat.
La saison suivante, Filippi passe chez Bossy Racing sur une Tatuus N.T07. Il remporte les trois premières courses de la saison au Circuit de Barcelone-Catalogne et remporte par la suite onze des dix-huit manches de l'année, ce qui lui permet de remporter le championnat. En parallèle, John Filippi fait ses débuts en Eurocup Formula Renault 2.0 avec l'équipe luxembourgeoise RC Formula.

### Championnat du monde des voitures de tourisme (WTCC)

#### 2014: Débuts en TC2
Le 19 mars 2014, John Filippi est officialisé en tant que titulaire chez l'écurie espagnole Campos Racing dans le cadre du WTCC. Il pilote une SEAT León TC2. Il participe ainsi au Trophée Yokohama pour les pilotes engagés sur des TC2, voitures moins rapides que les TC1. Il réalise très rapidement des podiums, John marque ses premiers points au classement général (englobant TC1 et TC2) dès sa deuxième course, et réalise sa première pôle TC2 en France,.
Il reste très régulier en TC2, arrivant très régulièrement sur les podiums. Il remporte sa première victoire dans la catégorie TC2 sur le tracé de Suzuka.
Il termine vice-champion du monde TC2 derrière Franz Engstler. 

#### 2015 - 2016: Passage au TC1
Début février 2015, John Filippi annonce son passage sur une Chevrolet Cruze TC1 en WTCC et reste avec l'écurie Campos Racing.
Durant cette saison 2015, Filippi continue son apprentissage et entre à nouveau dans les points de la catégorie reine du touring car. 
Encouragé par ses résultats en 2015, il rempile pour une année supplémentaire en 2016.

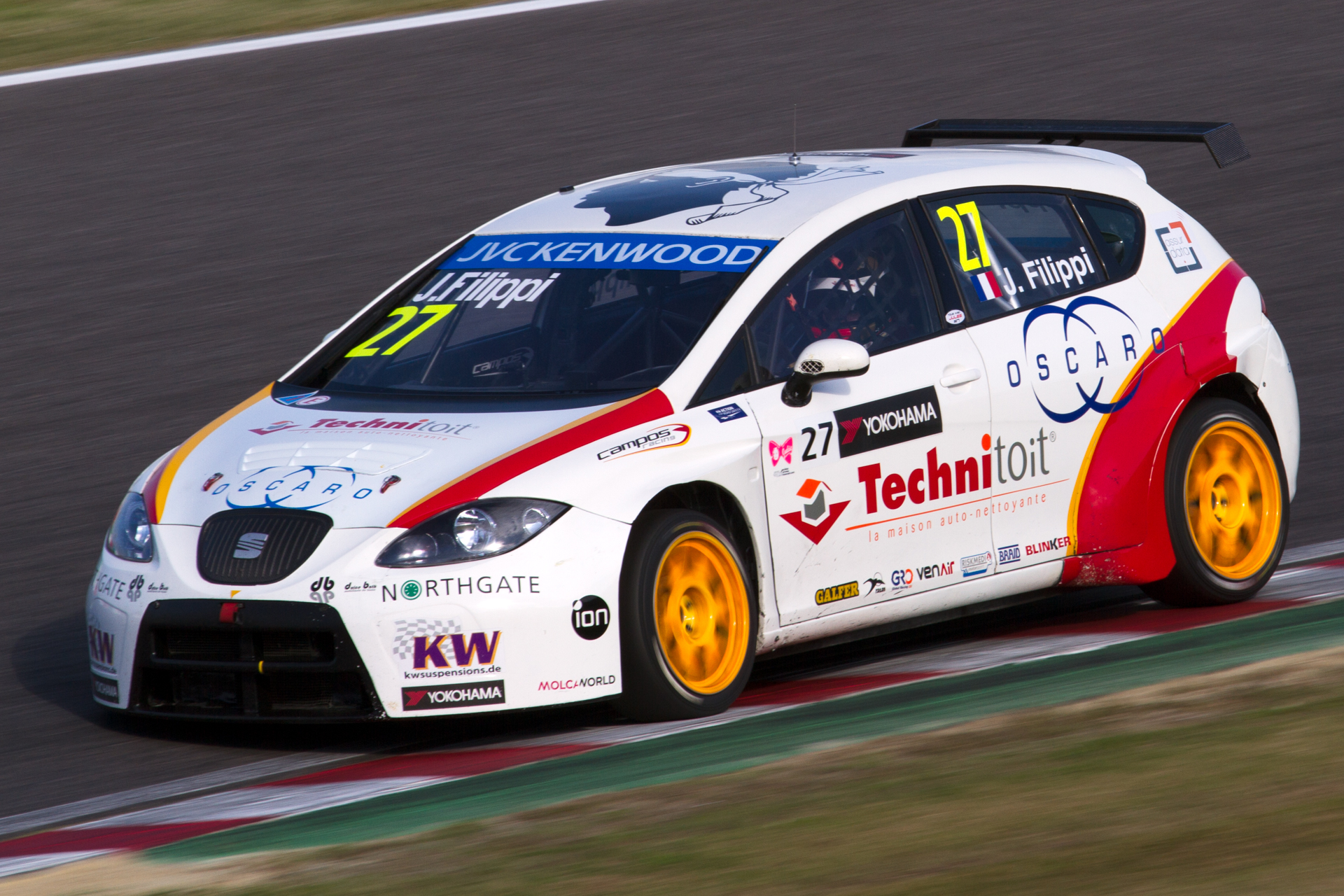
John Filippi sur sa SEAT León TC2 lors de la course 1 de la manche japonaise du WTCC.

#### 2017: Signature chez le Sébastien Loeb Racing
À 21 ans, le jeune Corse change d'équipe pour la première fois depuis ses débuts en WTCC puisqu'il était demeuré fidèle au Campos Racing durant ces trois dernières saisons. Après deux saisons au volant de la Chevrolet Cruze, Filippi devra toutefois prendre ses marques sur sa nouvelle monture, la Citroën C-Elysée du Sébastien Loeb Racing.

#### 2018: Championnat du mondeWTCRavec Cupra

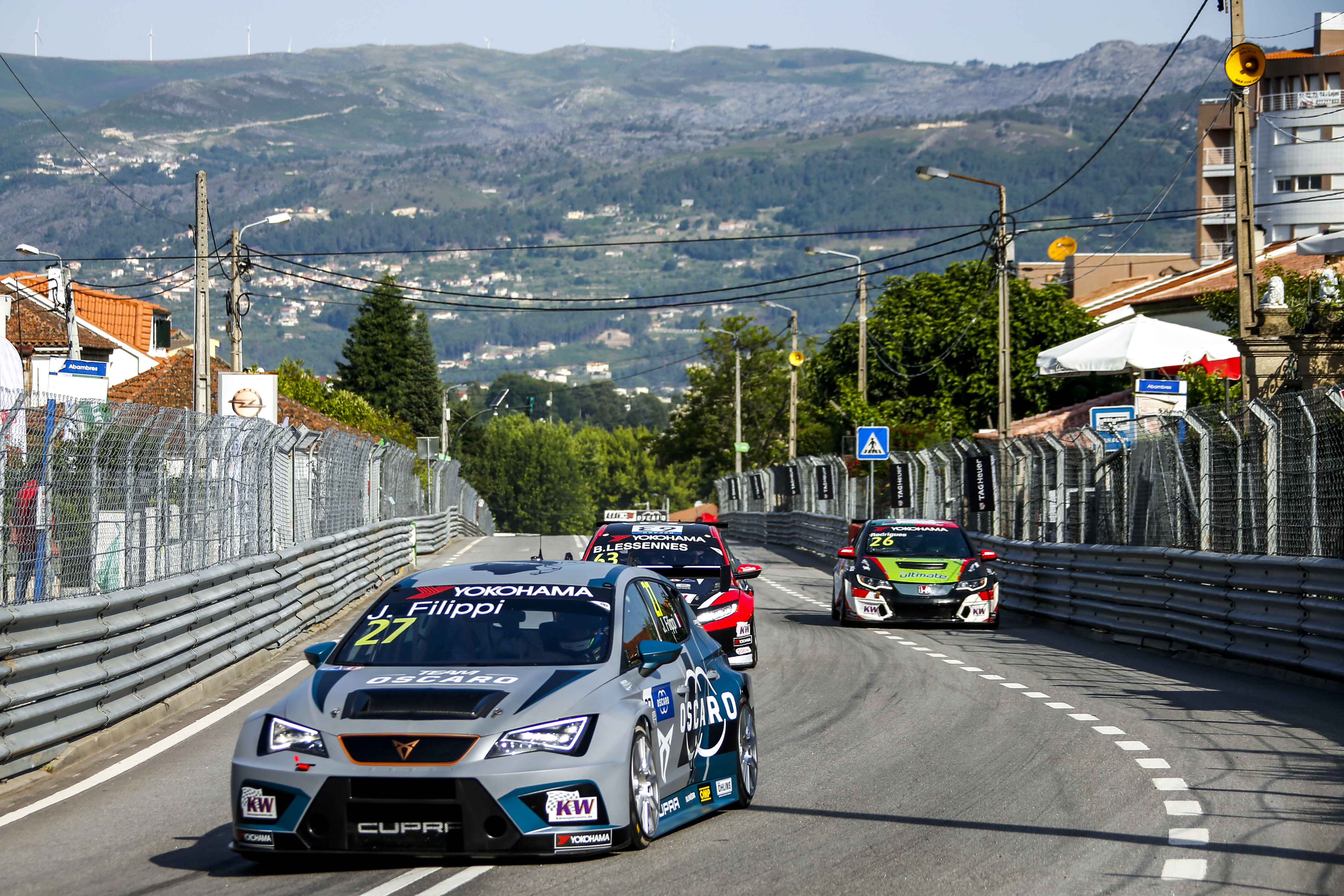
John Filippi à Vila Real en 2018

En 2018, le WTCC devient WTCR. Avec des couts amoindris et des voitures plus égales, John Filippi est le pilote le plus rapide de la catégorie lors de la première séance d'essais officiels du championnat à Barcelone. 
En Slovaquie également, le pilote insulaire réalise une belle performance. Il entre pour la première fois de sa carrière en Q3 lors de la séance de qualifications. En course et à l'image de l'ensemble de sa campagne mondiale, John n'a pas de chance et se fait sortir dès le 4e virage alors qu'il se battait pour son premier podium en championnat du monde de voiture de tourisme. 
Au Portugal, pour la course de Vila Real, il est également dans le bon wagon pour grimper sur le podium. Après 5 virages dans le premier tour, il ne peut éviter un énorme crash qui se produit devant lui et sa Cupra et totalement détruite.

#### 2019: Pilote de développement de laRenault MéganeTCR
Fort de ses années d’expérience dans le giron mondial du Touring car, John se tourne vers le TCR Europe au volant d'une voiture encore méconnue du grand public. Il prend le volant de la Renault Mégane TCR du team Vukovic Motorsport avec pour objectif de faire grandir cette voiture et cette équipe. La campagne européenne ainsi que les différents essais apportés ne fonctionnent pas et le manque de résultat est probant. Donnant le meilleur de lui-même, John ne peut rivaliser avec les équipes du top 10. 
En cours de saison, la décision est prise de changer d'optique et de travailler afin d'arriver à un excellent niveau de performance en 2020. Filippi se tourne vers l'équipe PCR Sport avec qui il réalise deux courses à Barcelone et Monza. Le pilote corse souhaite davantage travailler sur lui-même et réaliser des grandes choses en 2020.

### TCR Europe
John Filippi termine deuxième du Championnat TCR Europe 2020 au volant d'une Hyundai I20N TCR du team Target Competition. Au départ et à l'arrivée de toutes les courses de la saison, le numéro 27 monte à plusieurs reprises sur le podium et convertit sa pole position en victoire lors de la dernière course de la saison à Jarama en Espagne. 
Lors de la deuxième course à Spa Francorchamps, il monte sur le podium après des dépassements sur une piste totalement humide. 

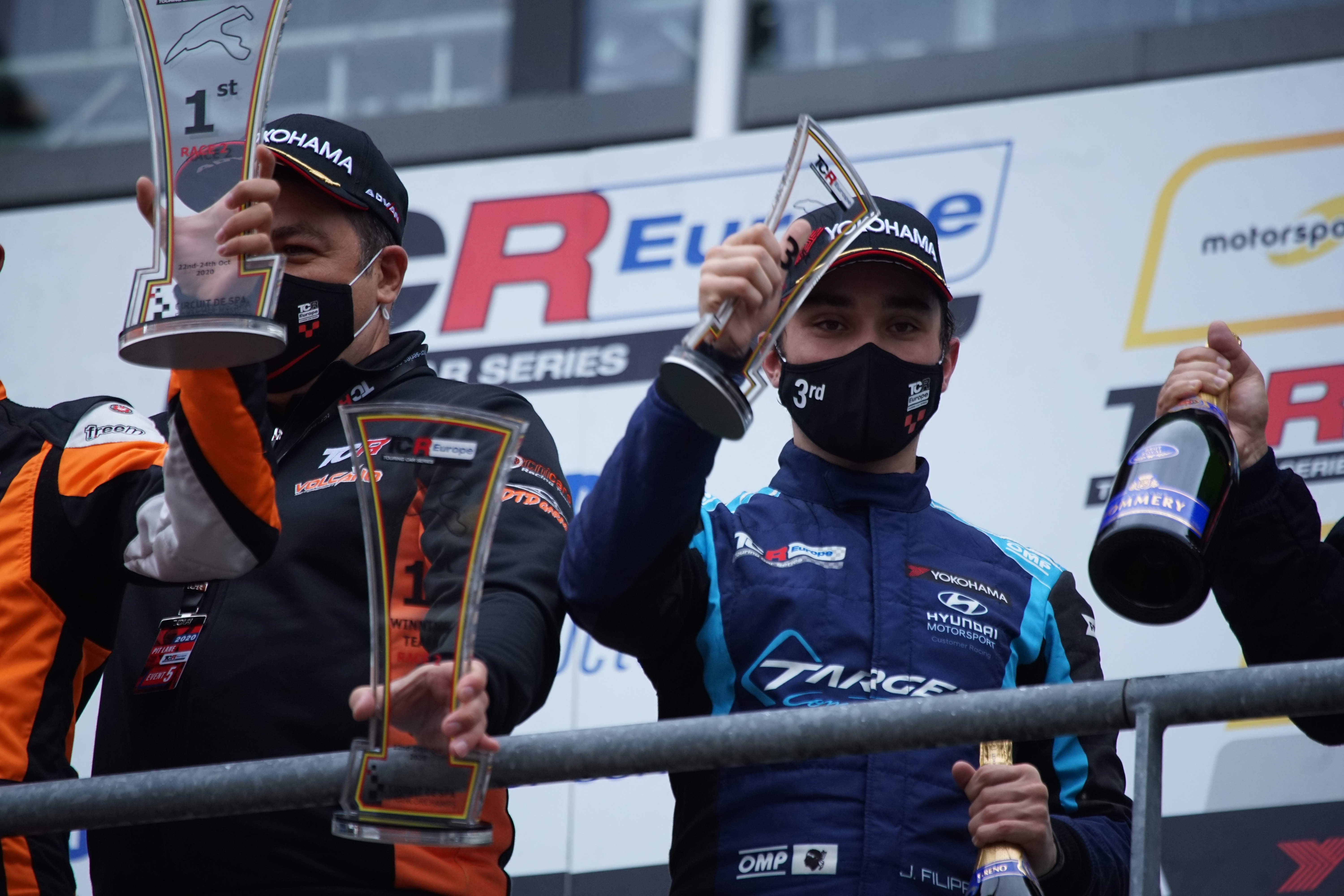
John Filippi sur le podium à Spa Francorchamps en 2020

| Meeting          | Qualification | Course 1 | Course 2 |
| ---------------- | ------------- | -------- | -------- |
| 1 - Le castellet | P1            | P3       | P7       |
| 2 - Zolder       | P16           | P12      | P9       |
| 3 - Monza        | P10           | P5       | P9       |
| 4 - Barcelone    | P8            | P8       | P10      |
| 5 - Spa          | P3            | P5       | P3       |
| 6 - Jarama       | P10           | P11      | P1       |